# Маршалл, Иман
Иман Маршалл (англ. Iman Marshall, 27 февраля 1997, Лонг-Бич, Калифорния) — профессиональный американский футболист, выступающий на позиции корнербека в клубе НФЛ «Балтимор Рэйвенс».

## Биография
Иман Маршалл родился 27 февраля 1997 года в Лонг-Бич. Там же он учился в Политехнической школе, играл за её команду на позициях сэйфти и принимающего, неоднократно получал различные награды. В 2015 году Маршалл поступил в Университет Южной Калифорнии, изучал политологию. 

### Любительская карьера
Выступления за университетскую команду Маршалл начал в сезоне 2015 года. Он принял участие в четырнадцати матчах, двенадцать из них начав в стартовом составе, сделал 67 захватов и три перехвата, сбил девять передач. После удачного дебютного чемпионата, Маршалл успешно провёл и второй сезон. В тринадцати играх в 2016 году в его активе был 51 захват и три перехвата. В 2017 году Иман сыграл в одиннадцати матчах, три пропустил из-за травмы колена.
В заключительный сезон своей студенческой карьеры Маршалл зарекомендовал себя как один из лучших корнербеков конференции Pac-12. Он сыграл 330 снэпов в прикрытии против паса, пропуская в них в среднем 0,44 ярда за розыгрыш. Помимо этого в 2018 году Иман стал четвёртым корнербеком в NCAA по защите против выноса по оценкам издания Pro Football Focus. 

#### Статистика выступлений в NCAA
| Сезон | Команда      | Игры | Захваты | Захваты | Захваты | Захваты | Захваты | Перехваты | Перехваты | Перехваты | Перехваты | Перехваты | Фамблы | Фамблы | Фамблы | Фамблы |
| Сезон | Команда      | Игры | Solo    | Ast     | Tot     | Loss    | Sk      | Int       | Yds       | Y/R       | TD        | PD        | FR     | Yds    | TD     | FF     |
| ----- | ------------ | ---- | ------- | ------- | ------- | ------- | ------- | --------- | --------- | --------- | --------- | --------- | ------ | ------ | ------ | ------ |
| 2015  | ЮСК Тродженс | 14   | 38      | 29      | 67      | 0,0     | 0,0     | 3         | 15        | 5,0       | 0         | 9         | 0      | 0      | 0      | 0      |
| 2016  | ЮСК Тродженс | 13   | 37      | 15      | 52      | 3,0     | 0,0     | 3         | 12        | 4,0       | 0         | 8         | 0      | 0      | 0      | 0      |
| 2017  | ЮСК Тродженс | 11   | 34      | 17      | 51      | 1,0     | 0,0     | 0         | 0         | 0,0       | 0         | 10        | 0      | 0      | 0      | 0      |
| 2018  | ЮСК Тродженс | 12   | 37      | 11      | 48      | 5,5     | 0,0     | 0         | 0         | 0,0       | 0         | 9         | 0      | 0      | 0      | 1      |
| Всего | Всего        | 50   | 146     | 72      | 218     | 9,5     | 0,0     | 6         | 27        | 4,5       | 0         | 36        | 0      | 0      | 0      | 1      |

### Профессиональная карьера
Перед драфтом 2019 года аналитик НФЛ Лэнс Зирлейн отмечал опыт игры Маршалла в стартовом составе в течение четырёх лет, но прогнозировал, что из-за недостатка скорости и атлетизма ему, вероятно, придётся перейти на позицию сэйфти. К недостаткам игрока также относились недостаток техники, проблемы в игре против принимающих, качественно работающих на маршрутах, большое количество нарушений правил. К плюсам, кроме опыта, Зирлейн относил агрессивность и отсутствие боязни физического контакта.
Маршалл был выбран «Балтимором» в четвёртом раунде драфта. В начале мая он подписал с клубом контракт. Перед началом регулярного чемпионата «Рэйвенс» включили Маршалла в список травмированных. В состав он вернулся 12 ноября, в регулярном чемпионате сыграл всего в трёх матчах.

#### Статистика выступлений в НФЛ

##### Регулярный чемпионат
| Сезон | Команда          | Игры | Захваты | Захваты | Захваты | Захваты | Захваты | Перехваты | Перехваты | Перехваты | Перехваты | Перехваты | Фамблы | Фамблы | Фамблы | Фамблы |
| Сезон | Команда          | Игры | Solo    | Ast     | Tot     | Loss    | Sk      | Int       | Yds       | Y/R       | TD        | PD        | FR     | Yds    | TD     | FF     |
| ----- | ---------------- | ---- | ------- | ------- | ------- | ------- | ------- | --------- | --------- | --------- | --------- | --------- | ------ | ------ | ------ | ------ |
| 2019  | Балтимор Рэйвенс | 3    | 1       | 0       | 1       | 0       | 0,0     | 0         | 0         | 0,0       | 0         | 0         | 0      | 0      | 0      | 0      |
| Всего | Всего            | 3    | 1       | 0       | 1       | 0       | 0,0     | 0         | 0         | 0,0       | 0         | 0         | 0      | 0      | 0      | 0      |